# Адміністративний устрій Криничанського району
Адміністративний устрій Криничанського району — адміністративно-територіальний поділ Криничанського району Дніпропетровської області на 3 селищні ради та 18 сільських рад, які об'єднують 110 населених пунктів та підпорядковані Криничанській районній раді. Адміністративний центр — смт Кринички.

## Список радКриничанського району
| №  | Назва                           | Центр              | Населені пункти | Площа км² | Місце за площею | Населення (2001), чол. | Місце за населенням | Розташування |
| -- | ------------------------------- | ------------------ | --- | --------- | --------------- | ---------------------- | ------------------- | ------------ |
| 1  | Аулівська селищна рада          | смт Аули           | смт Аули |           |                 |                        |                     |              |
| 2  | Криничанська селищна рада       | смт Кринички       | смт Кринички с. Гримуче с. Новопідгірне с. Новопушкарівка с. Одарівка с. Суворовське с. Червоний Яр с. Чернече с. Яблуневе                              |           |                 |                        |                     |              |
| 3  | Божедарівська селищна рада      | смт Божедарівка    | смт Божедарівка с. Веселе с. Вільне с. Людмилівка с. Надія с. Олексіївка с. Потоки с. Скелюватка с. Трудове                                             |           |                 |                        |                     |              |
| 4  | Адамівська сільська рада        | c. Адамівка        | c. Адамівка с. Зелена Долина |           |                 |                        |                     |              |
| 5  | Биківська сільська рада         | c. Бикове          | c. Бикове с. Василівка с. Водяне |           |                 |                        |                     |              |
| 6  | Болтишківська сільська рада     | c. Болтишка        | c. Болтишка с. Калинівка с. Олександрівка |           |                 |                        |                     |              |
| 7  | Гуляйпільська сільська рада     | c. Гуляйполе       | c. Гуляйполе с. Березине с. Благодатне с. Бузулуки с. Високе с. Козаче с. Малософіївка с. Українське с. Первомайське с. Смоленка с. Тарасівка с. Удачне |           |                 |                        |                     |              |
| 8  | Дружбівська сільська рада       | c. Дружба          | c. Дружба с. Кам'янчани с. Мирне с. Первозванівка с. Сухий Хутір с. Улянівка с. Малярщина с. Червоний Став                                              |           |                 |                        |                     |              |
| 9  | Саксаганська сільська рада      | c. Саксаганське    | c. Саксаганське с. Божедарівка с. Теплівка |           |                 |                        |                     |              |
| 10 | Затишнянська сільська рада      | c. Затишне         | c. Затишне с-ще Гранітне с. Лугове |           |                 |                        |                     |              |
| 11 | Катеринопільська сільська рада  | c. Катеринопіль    | c. Катеринопіль с. Зоря с. Нова Праця с. Новогурівка с. Павлівка с. Привілля                                                                            |           |                 |                        |                     |              |
| 12 | Кудашівська сільська рада       | c-ще Кудашівка     | c-ще Кудашівка с. Андріївка с. Благословенна с. Катеринівка с. Ковалівка с. Новожитлівка с. Поляна                                                      |           |                 |                        |                     |              |
| 13 | Маломихайлівська сільська рада  | c. Маломихайлівка  | c. Маломихайлівка с. Діброва с. Новокалинівка с. Шмакове                                                                                                |           |                 |                        |                     |              |
| 14 | Новоселівська сільська рада     | c. Новоселівка     | c. Новоселівка с. Барвінок с. Зелений Кут с. Іллінка с. Рогівське с. Степанівка                                                                         |           |                 |                        |                     |              |
| 15 | Покровська сільська рада        | c. Покровка        | c. Покровка с. Весела Долина с. Грузинівка с. Зелений Яр с. Крута Балка с-ще Милорадівка с. Новомилорадівка с-ще Сорокопанівка с. Червоний Орлик        |           |                 |                        |                     |              |
| 16 | Преображенська сільська рада    | c. Преображенка    | c. Преображенка с. Вітрівка с. Черкаське с. Лозуватка с. Михайлівка с. Лозуватське с. Червона Балка с. Червоне                                          |           |                 |                        |                     |              |
| 17 | Світлогірська сільська рада     | c. Світлогірське   | c. Світлогірське |           |                 |                        |                     |              |
| 18 | Семенівська сільська рада       | c. Семенівка       | c. Семенівка с. Весела Роща с. Котлярівка с. Любимівка с. Любомирівка с. Підгірне с. Прапор                                                             |           |                 |                        |                     |              |
| 19 | Українська сільська рада        | c. Українка        | c. Українка с-ще Вишневе |           |                 |                        |                     |              |
| 20 | Червоноіванівська сільська рада | c. Червоноіванівка | c. Червоноіванівка с. Козодуб с. Коробчине |           |                 |                        |                     |              |
| 21 | Промінська сільська рада        | c. Промінь         | c. Промінь с. Володимирівка с. Грушівка с. Єгорівка с. Оленівка                                                                                         |           |                 |                        |                     |              |